# Broadcasting House
Broadcasting House è la sede della BBC, a Portland Place e Langham Place a Londra. La prima trasmissione radiofonica dall'edificio fu irradiata il 15 marzo 1932 e l'edificio fu ufficialmente aperto due mesi dopo, il 15 maggio. L'edificio principale è in stile Art déco, con un rivestimento in pietra di Portland su un telaio in acciaio. È un edificio classificato Grade II* e comprende il BBC Radio Theatre, dove vengono registrati i programmi musicali e vocali davanti a un pubblico in studio.
Nell'ambito di un importante consolidamento del portafoglio immobiliare della BBC a Londra, Broadcasting House è stata ampiamente rinnovata e ampliata. Ciò ha comportato la demolizione degli ampliamenti del dopoguerra sul lato orientale dell'edificio, sostituiti da una nuova ala completata nel 2005. L'ala è stata chiamata " John Peel Wing" nel 2012, in onore del disc jockey. BBC London, BBC Arabic Television e BBC Persian Television sono ospitate nella nuova ala, che contiene anche l'area di ricezione per BBC Radio 1 e BBC Radio 1Xtra (gli stessi studi si trovano nella nuova estensione dell'edificio principale).
L'edificio principale è stato ristrutturato e sul retro è stato costruito un ampliamento. Le stazioni radio BBC Radio 3, BBC Radio 4, BBC Radio 4 Extra e BBC World Service sono state trasferite negli studi ristrutturati all'interno dell'edificio. L'estensione collega il vecchio edificio con l'ala John Peel e include una nuova redazione combinata per BBC News, con studi per il canale BBC News, BBC World News e altri programmi di notizie. Il trasferimento delle operazioni di notizie dal BBC Television Centre è stato completato nel marzo 2013.
Il nome ufficiale dell'edificio è Broadcasting House ma la BBC ora usa anche il termine new Broadcasting House (con una piccola 'n') nella sua pubblicità riferendosi alla nuova estensione piuttosto che all'intero edificio, con l'edificio originale noto come old Broadcasting House.

## Costruzione

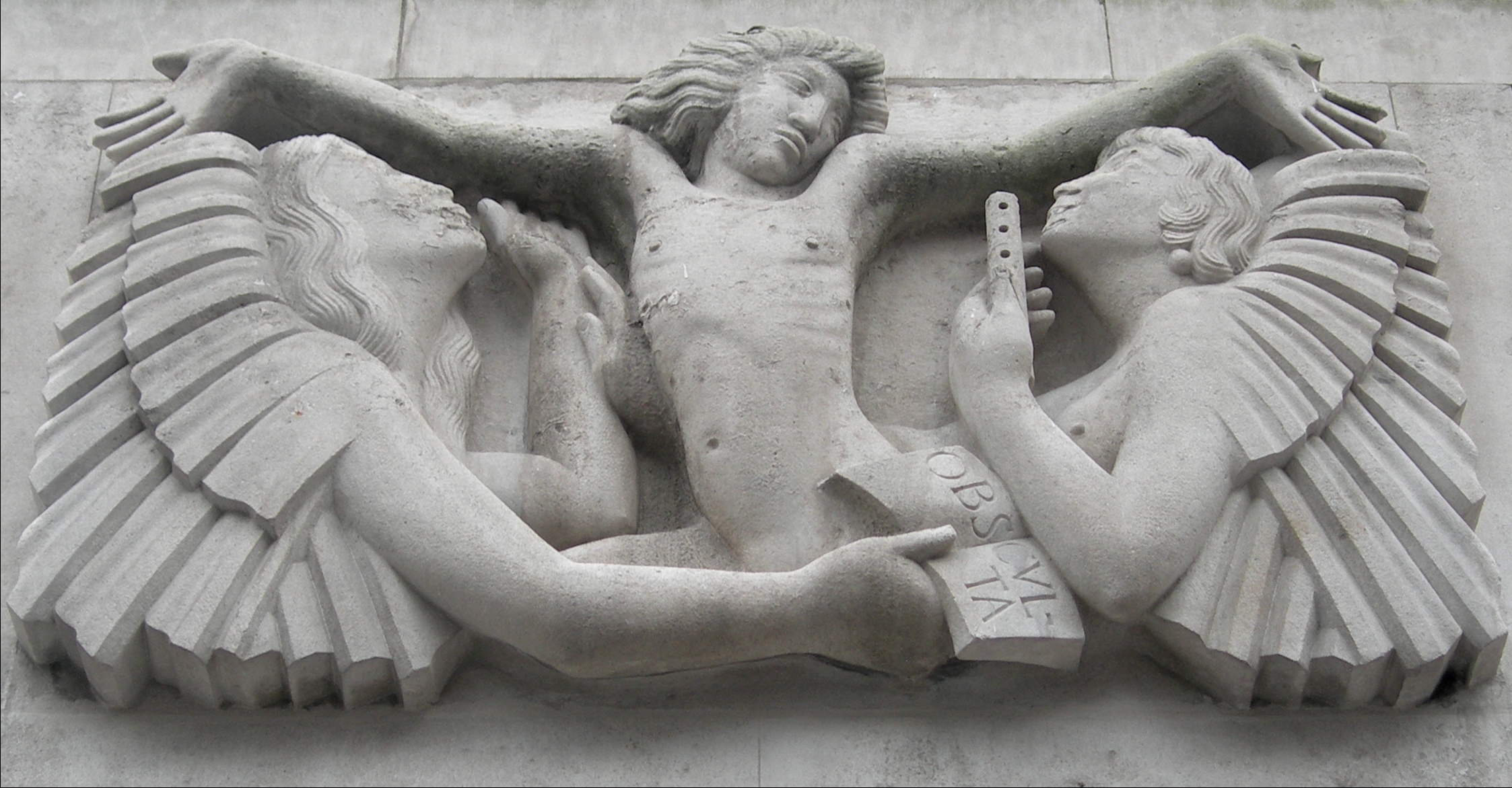
Ariel tra saggezza e allegria di Eric Gill

La costruzione della Broadcasting House iniziò nel 1928. I programmi vennero poi trasferiti gradualmente all'edificio. Il 15 marzo 1932 il primo programma musicale fu realizzato dal direttore d'orchestra Henry Hall e dalla BBC Dance Orchestra. Hall scrisse anche ed eseguì, con la sua orchestra da ballo, Radio Times.
Il primo notiziario venne letto da Stuart Hibberd il 18 marzo. L'ultima trasmissione dalla vecchia sede di Savoy Hill avvenne il 14 maggio e la Broadcasting House aprì ufficialmente il 15 maggio 1932. George Val Myer progettò l'edificio in collaborazione con l'ingegnere civile della BBC, MT Tudsbery. Gli interni erano opera di Raymond McGrath, un architetto australiano-irlandese che diresse una squadra che includeva Serge Chermayeff e Wells Coates e progettò lo studio di vaudeville, il verde associato e i camerini, e gli studi di danza e musica da camera in uno stile art déco fluido.

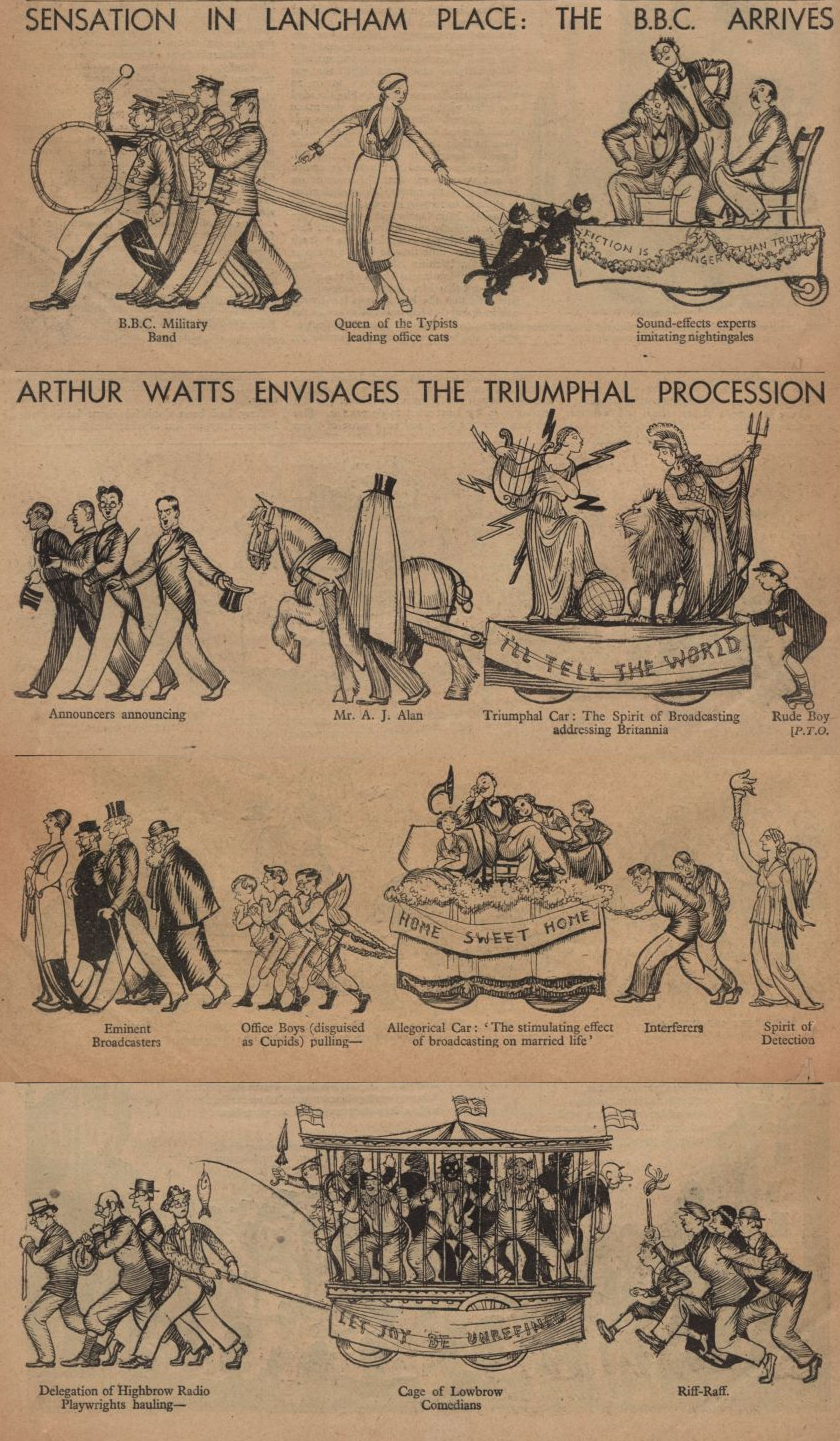
Sensation in Langham Place: The BBC Arrives, un cartone animato in quattro parti di Arthur Watts, dall'edizione natalizia del 1931 del Radio Times

L'edificio era costruito in due parti. Il nucleo centrale che conteneva gli studi di registrazione era una struttura senza finestre costruita in mattoni, eliminando il pozzo di luce centrale spesso presente negli edifici contemporanei di queste dimensioni. Vennero utilizzati mattoni strutturali anziché strutture in acciaio per ridurre la trasmissione del rumore sia dall'esterno che tra gli studi. La porzione esterna circostante, destinata ad uffici e spazi accessori, aveva una intelaiata in acciaio rivestita in pietra di Portland, mentre la parte esterna aveva molte finestre, e il nucleo interno richiedeva speciali sistemi di ventilazione insonorizzati.
C'erano due aree in cui l'antico diritto delle luci avrebbe causato restrizioni di altezza. Mentre i diritti sul lato sud cessarono di essere un problema dopo che i proprietari, di tali diritti, diedero le concessioni, quelli sul lato orientale vennero affrontati allontanando il tetto dalla strada dal quarto piano in su, cosa che interessò non solo la planimetria della struttura ma impedì la prosecuzione della torre di registrazione interna fino all'ultimo piano. Quindi, uno studio all'ultimo piano era in realtà al di fuori della struttura centrale.
Anche le strutture sotterranee, tra cui una fogna centenaria, presentarono problemi durante la costruzione. L'edificio si trova sopra la linea Bakerloo della metropolitana di Londra: la linea Victoria è stata scavata sotto negli anni 1960 e ha presentato problemi per la costruzione dell'Egton Wing (vedi sotto). Il rumore dei treni in transito era udibile all'interno dello studio radiofonico, ma generalmente impercettibile nelle registrazioni. Il piano terra era dotato di finestre dal pavimento al soffitto con vista sulla strada, poiché la BBC riteneva che per finanziare un tale progetto (costo £ 25 milioni in valuta di oggi) avrebbero avuto bisogno di affittare il piano terra come unità di vendita al dettaglio, ma la rapida espansione della BBC fece sì che ciò non fosse necessario.

## Ristrutturazione
A partire dal 2003, Broadcasting House ha subito un'importante ristrutturazione durante il programma W1 con l'obiettivo di ristrutturare l'edificio e combinare una serie di operazioni della BBC in una nuova estensione. Questo ospita le operazioni televisive e radiofoniche di BBC News, trasferite dal Television Center e BBC World Service trasferite da Bush House il 12 luglio 2012. Anche molte delle stazioni radio nazionali della BBC vengono trasmesse dall'edificio, ad eccezione di BBC Radio 5 Live e 5 Live Sports Extra che si sono trasferite a Salford Quays, e BBC Radio 2 e BBC Radio 6 Music che si sono trasferite in nuovi studi nelle vicinanze di Wogan House nel 2006 per far posto alla ristrutturazione.
I lavori di costruzione sono stati completati in due fasi iniziando con la demolizione di due ampliamenti postbellici dell'edificio originario.

### Prima fase

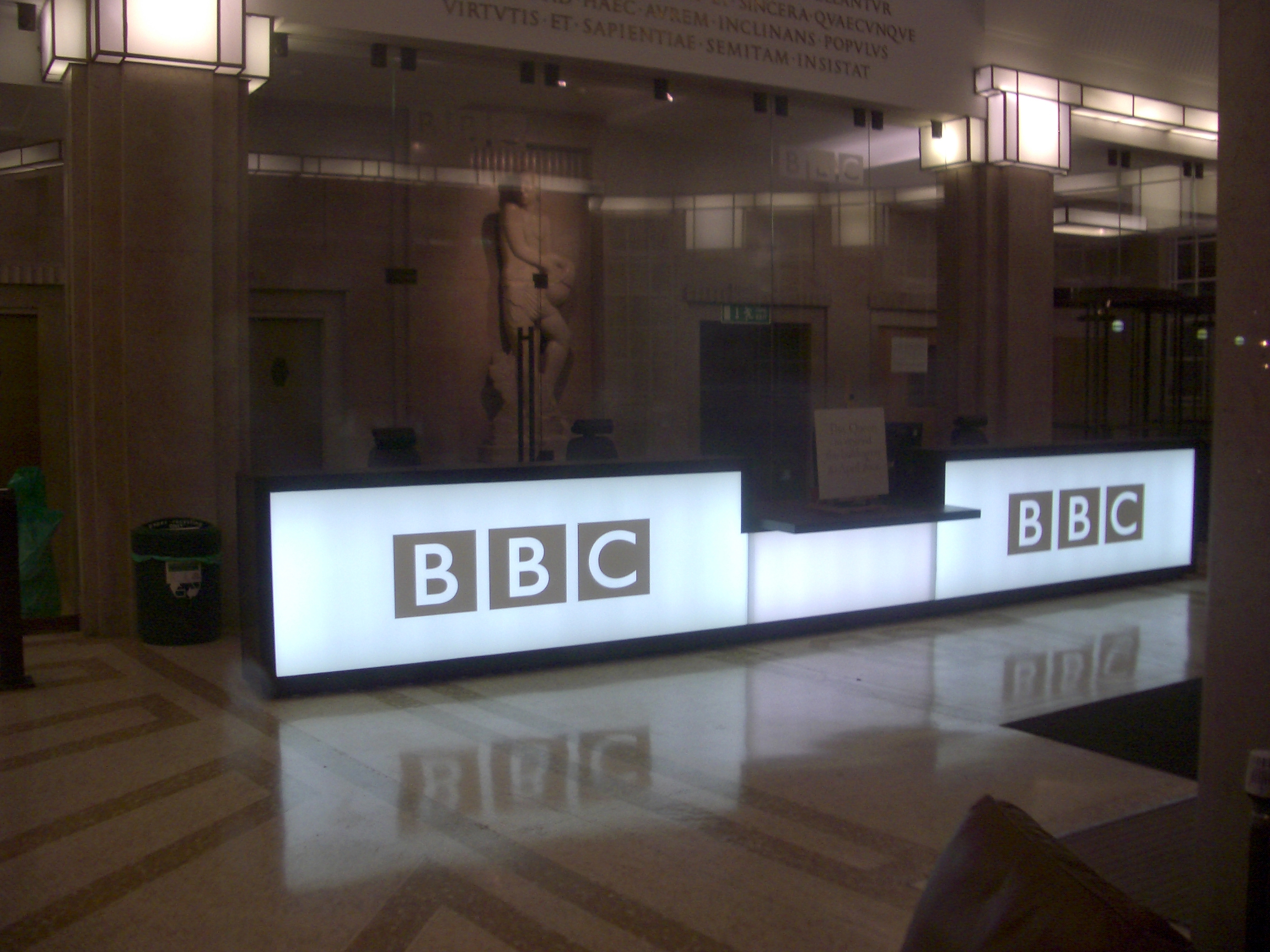
Reception rinnovata a Broadcasting House

La prima fase è consistita nella ristrutturazione dell'edificio originario, che cominciava a mostrare la sua età e necessitava di riparazioni strutturali e di una nuova ala ad est.
Nel vecchio edificio il tetto in ardesia inclinato "scivolo per gatti" è stato rimosso e molte delle stanze sono state spogliate delle pareti, sebbene gran parte dell'architettura Art déco sia stata conservata e preservata. Gran parte del lavoro si è concentrato sulle pareti inferiori e sui soffitti, che non includevano elementi Art déco. L'area della reception è stata rinnovata per includere un nuovo bancone, pur mantenendo il messaggio e la statua come elemento di attenzione. In molte stanze sono stati rimossi i soffitti, come nella torre sud, e sono stati aggiunti nuovi travetti di rinforzo.

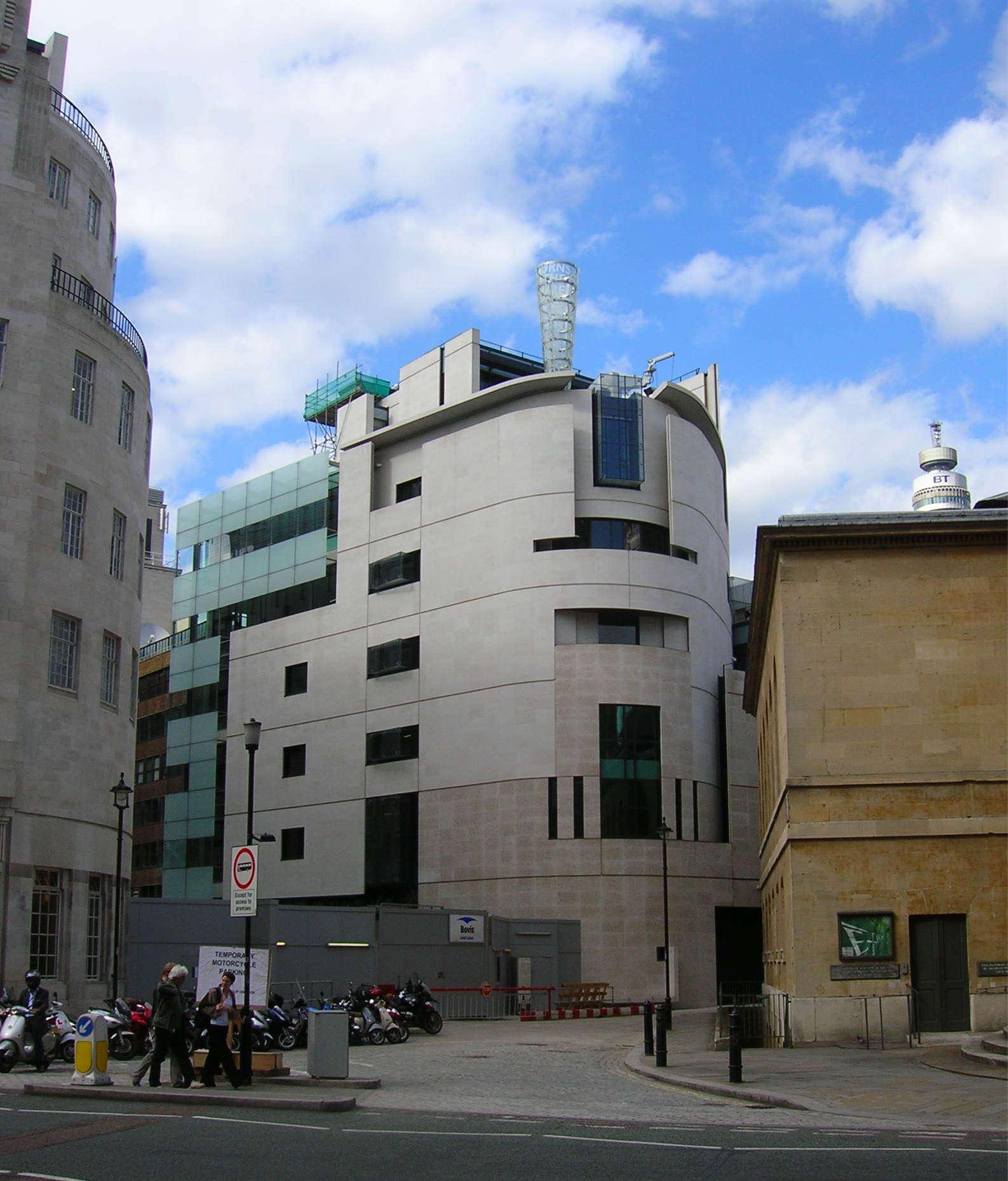
La nuova ala est, intitolata a John Peel

La nuova Egton Wing ha più o meno la stessa forma dell'edificio principale, con un design moderno e una disposizione delle finestre, ma conserva caratteristiche come la pietra di Portland. Verso il retro è stato creato un grande blocco laterale, speculare a quello creatosi nell'edificio principale quando è stato rimosso il tetto spiovente.
Il progetto dell'ampliamento, destinato a eguagliare l'originale in termini di "creatività architettonica", è stato realizzato da MacCormac Jamieson Prichard. La costruzione è stata completata nel 2005 e la rinnovata Broadcasting House e la nuova ala Egton sono state aperte dalla regina Elisabetta II il 20 aprile 2006 come parte delle sue celebrazioni per il suo 80º compleanno. Tutte le aree dell'Egton Wing sono state completamente allestite e completate entro il 2007.
Nel 2012, è stato annunciato, dall'allora direttore generale Mark Thompson, che l'Egton Wing sarebbe stato ribattezzata "John Peel Wing" per commemorare il defunto disc jockey di Radio 1, che ha descritto come un "grande talento radiofonico". Thompson ha descritto l'ala come un "degno tributo a un uomo che ha personificato così tanto di ciò che rappresenta la BBC".

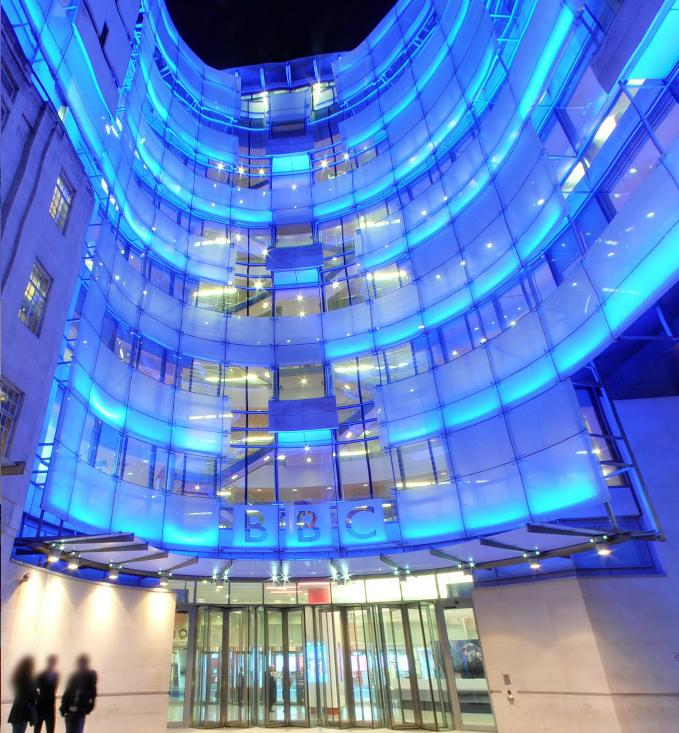
La nuova estensione di notte.

Ospita BBC London, BBC Arabic Television e BBC Persian Television, oltre all'area di ricezione di BBC Radio 1 e BBC Radio 1Xtra.

### Seconda fase

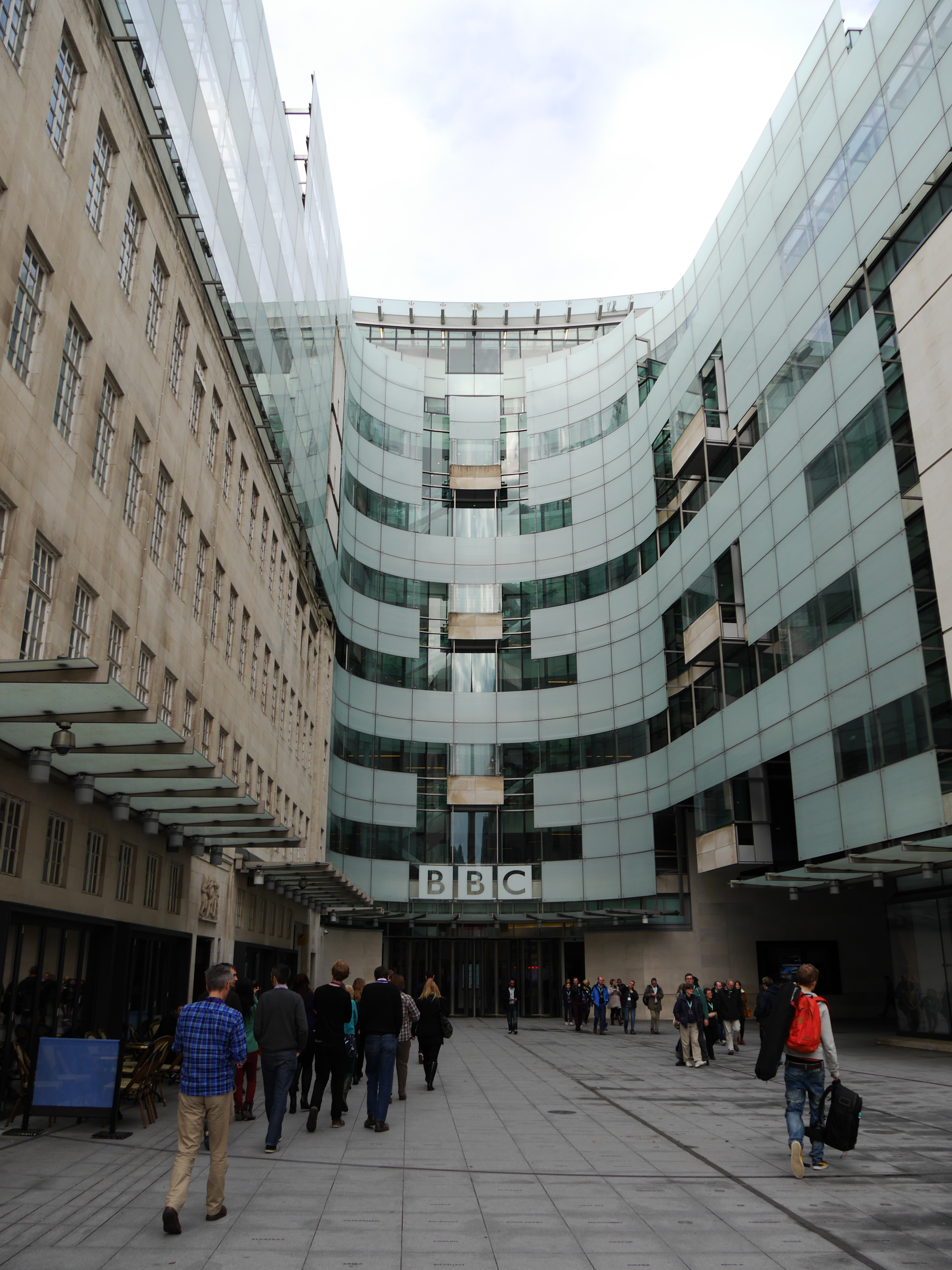
L'ala di collegamento tra vecchi e nuovi edifici

La seconda fase è stata la creazione della grande ala sul retro dell'edificio, unendo i due edifici e creando una piazza tra di loro. Gli architetti originali sono stati sostituiti per non aver accettato le revisioni relative ai costi, poiché Sir Richard MacCormac non era disposto a sacrificare la qualità del suo progetto. La costruzione è stata completata da Bovis Lend Lease nel 2010 e il controllo è passato alla BBC nel 2011. Mentre era in corso il processo di ricostruzione, molte stazioni radio della BBC si trasferirono in altri edifici vicino a Portland Place.
L'estensione contiene i dipartimenti BBC News e Journalism, attrezzature tecniche all'avanguardia e nuovi studi per ospitare i bollettini BBC News in televisione, BBC News Channel e BBC World News, il servizio BBC Arabic Television e BBC Persian television. Al centro di tutto questo c'è una nuova redazione, la più grande redazione dal vivo al mondo.
Una passerella sopra la redazione permette al pubblico di visionare i lavori dei giornalisti, collegando il foyer al Teatro Radio e a una nuova caffetteria per il personale e il pubblico. Completata dalla piazza all'aperto, che potrebbe fungere da arena e teatro all'aperto, è stata progettata per coinvolgere il pubblico con il processo di produzione televisiva e radiofonica. L'estensione è ricoperta di vetro nell'area della piazza e curvata per contrastare entrambe le ali su entrambi i lati e per continuare il vetro su entrambi i lati in alto nell'edificio. Sul lato di Portland Place, continua lo stesso uso della pietra e del vetro come con la John Peel Wing.
Lunedì 18 marzo 2013 alle 13, in seguito alla trasmissione finale del BBC News Channel dal Television Center, è stato mandato in onda il primo programma di notizie da Broadcasting House: BBC News at One, su BBC One e BBC News Channel. BBC World News è stato il primo dei servizi di notizie della BBC a trasferirsi nel nuovo edificio lunedì 14 gennaio 2013, iniziando con " GMT " a mezzogiorno.
La regina Elisabetta II ha inaugurato ufficialmente l'estensione il 7 giugno 2013. La seconda fase di sviluppo ha vinto il premio "Programma dell'anno" ai premi annuali 2013 dell'Associazione per la gestione dei progetti.

## Studi

### Originale
Quando fu costruita, Broadcasting House conteneva 22 studi radiofonici per tutti i generi di programmi, in stile art déco con un'enfasi sia sull'aspetto che sulla praticità. La praticità complessiva degli studi è cambiata rapidamente a causa dei limiti di tempo e della natura mutevole delle trasmissioni e degli usi degli studi. Questi erano:
| Numero | Nome                              | Architetto             | Uso |
| ------ | --------------------------------- | ---------------------- | --- |
| 8A     | Military Band studio              | Serge Chermayeff       | Progettato per spettacoli di grandi orchestre e vaudeville. |
| 8B     | Studio per piccoli dibattiti      | Serge Chermayeff       | Un piccolo studio dal design informale per incoraggiare un dibattito vivace e sicuro. |
| 7A     | Studio di produzione              | Wells Coates           | Studio isolato acusticamente, utilizzato per una sezione teatrale. |
| 7B     | Studio di produzione              | Wells Coates           | Utilizzato per il parlato in un'opera teatrale e per esecuzioni al pianoforte. |
| 7C     | Studio di produzione              | Wells Coates           | Piccolo studio teatrale isolato acusticamente. |
| 7D     | Studio per effetti                | Wells Coates           | Piccolo studio per la registrazione di effetti sonori. |
| 7E     | Studio per effetti grammofono     | Wells Coates           | Piccolo studio per produrre effetti da o con grammofoni. |
| 6A     | Studio di produzione              | Wells Coates           | Grande studio, a doppia altezza, per produzioni drammatiche. |
| 6B     | Studio di produzione              | Wells Coates           | Piccolo studio teatrale. |
| 6C     | Studio di produzione              | Wells Coates           | Piccolo studio teatrale isolato acusticamente. |
| 6D     | Studio per effetti                | Wells Coates           | Studio principale per effetti con diversi rivestimenti per pavimenti e pareti, contenente oggetti tra cui una macchina del vento e un serbatoio dell'acqua. |
| 6E     | Studio per effetti grammofono     | Wells Coates           | Piccolo studio per produrre effetti da o con grammofoni. |
| 4A     | Studio per notiziari              | Wells Coates           | Piccolo studio isolato acusticamente per leggere i notiziari. Conteneva dischi di grammofono da riprodurre in caso di interruzione. |
| 4B     | Studio per notiziari              | Wells Coates           | Piccolo studio di notizie, isolato acusticamente, con giradischi. |
| 3A     | Studio di produzione              | Serge Chermayeff       | Studio a doppia altezza usato per Children's Hour, musica da camera, recital e la BBC Dance Orchestra. |
| 3B     | Studio per dibattiti              | Serge Chermayeff       | Un piccolo studio di conversazione per dibattiti non preparati. |
| 3C     | Studio per dibattiti              | Serge Chermayeff       | Uno studio di conversazione, acusticamente isolato, per dibattiti non preparati. |
| 3D     | Library Talks studio              | Dorothy Warren Trotter | Un piccolo studio per discorsi e dibattiti. Era decorato nello stile di una biblioteca personale o di uno studio a beneficio di oratori anziani. |
| 3E     | Studio per trasmissioni religiose | Edward Maufe           | Un grande studio a doppia altezza con tribuna, progettato per le trasmissioni religiose con un focus su tutte le religioni in modo che ogni membro religioso si sentisse a proprio agio. Fu presto messo in disuso poiché gli ascoltatori preferivano il suono di una vera chiesa e congregazione. |
|        | Sala da concerto                  | Val Myer               | Una grandissima sala da concerto a doppia altezza per orchestre di musica classica. Aveva un ampio spazio per l'orchestra, un'ampia sezione e una tribuna per sedersi e il primo organo adatto per le trasmissioni. Venne ribattezzato Radio Theatre nel 1994.                                     |
| BA     | Studio per il vaudeville          | Raymond McGrath        | Uno studio a doppia altezza con tribuna per spettacoli teatrali e di varietà, con una platea per 60 persone. |
| BB     | Studio per orchestra da ballo     | Raymond McGrath        | Uno studio a doppia altezza con una tribunetta per il pubblico della BBC Dance Orchestra. Destinato poi alle trasmissioni televisive sperimentali il 22 agosto 1932. |

### Attuale
Dopo la ricostruzione e la ristrutturazione, sono stati aggiunti diversi studi e la struttura dello studio è cambiata radicalmente. Gli studi attuali sono:

#### Studi radiofonici
| Studio   | Uso                                                                                         | Programma                                                                                             |
| -------- | ------------------------------------------------------------------------------------------- | --- |
| 30A      | BBC Radio 3                                                                                 | |
| 30B      | BBC Radio 3                                                                                 | |
| 30C      | BBC Radio 3                                                                                 | |
| 30D      | BBC Radio 3                                                                                 | |
| 40A      | BBC Radio 4                                                                                 | Studio a onde lunghe, Yesterday in Parliament, Daily Service, Test Match Special e Shipping Forecast. |
| 40B      | BBC Radio 4                                                                                 | Studio per BBC Radio 4                                                                                |
| 40E      | BBC World Service                                                                           | Focus on Africa                                                                                       |
| 40F      | BBC World Service                                                                           | Focus on Africa                                                                                       |
| 50B      | BBC Radio 4                                                                                 | The Media Show, Woman's Hour, Front Row                                                               |
| 51A      | BBC Radio 5 Live                                                                            | Usato per Radio 5 da Manchester                                                                       |
| 52A      | BBC World Service                                                                           | Produzione di programmi in lingue della BBC                                                           |
| 52B      | BBC World Service                                                                           | Produzione di programmi in lingue della BBC                                                           |
| 52C      | BBC World Service                                                                           | Produzione di programmi in lingue della BBC                                                           |
| 52D      | BBC World Service                                                                           | Produzione di programmi in lingue della BBC                                                           |
| 60A      | BBC Radio 3, BBC Radio 4, BBC Radio 4 Extra, BBC World Service                              | Radiodrammi                                                                                           |
| 62A      | BBC World Service                                                                           | Produzione di programmi in lingue della BBC                                                           |
| 82A      | BBC Radio 1, BBC Radio 1Xtra & BBC Asian Network                                            | The Radio 1 Breakfast Show, Scott Mills                                                               |
| 82B      | BBC Radio 1, BBC Radio 1Xtra & BBC Asian Network                                            | |
| 82C      | BBC Radio 1, BBC Radio 1Xtra & BBC Asian Network                                            | |
| 82D      | BBC Radio 1, BBC Radio 1Xtra & BBC Asian Network                                            | |
| 82E      | BBC Radio 1, BBC Radio 1Xtra & BBC Asian Network                                            | |
| 82F      | BBC Radio 1, BBC Radio 1Xtra & BBC Asian Network                                            | |
| 82G      | BBC Radio 1 & BBC Radio 1Xtra                                                               | Newsbeat (notiziario ogni 15 minuti)                                                                  |
| 82H      | BBC Radio 1 & BBC Radio 1Xtra                                                               | Newsbeat (notiziario ogni ora)                                                                        |
| 82J      | BBC Radio 1, BBC Radio 1Xtra & BBC Radio 1 Dance                                            | "The Gallery"                                                                                         |
| 83A      | BBC Asian Network                                                                           | News studio                                                                                           |
| S31      | BBC World Service & BBC Radio 4                                                             | |
| S32      | BBC World Service & BBC Radio 4                                                             | Newsday,World Update, The World at One, PM                                                            |
| S33      | BBC Radio 4                                                                                 | Today, The World Tonight                                                                              |
| S34      | BBC World Service                                                                           | World Briefing                                                                                        |
| S42      | BBC World Service & BBC Radio 4                                                             | |
| S46      | BBC World Service & BBC Radio 4                                                             | |
| S48      | BBC World Service & BBC Radio 4                                                             | |
| SL1      | BBC World Service & BBC Radio 4                                                             | World Briefing, Six O'Clock News, Midnight News, The Newsroom                                         |
| WG1      | BBC General News Service (GNS) notiziari nazionali in rete per le regioni inglesi della BBC | |
| Newsroom | Multiuso                                                                                    | Fonti esterne (radio)                                                                                 |

#### Studi televisivi
| Studio | Utente                                            | Programmi |
| ------ | ------------------------------------------------- | --- |
| UN     | Multius (Studio virtuale con schermo verde)       | Newswatch, Riepilogo delle notizie della BBC, BBC Sport, Facebook Live |
| B      | Multiuso (vuoto da luglio 2020)                   | Politica della domenica, BBC World News (12:00–18:30, giorni feriali), inclusi GMT, Impact, Global, World Say Your Say, Focus on Africa, World Business Report, Spettacolo di Victoria Derbyshire |
| C      | BBC World News, notizie della BBC                 | BBC World News, Rapporto sull'economia mondiale, BBC News at Five (giorni feriali), La Rassegna del film (venerdì), Giornale, Notizie dal mondo di oggi, Vita lavorativa (solo giorni feriali), Speciali di notizie della BBC, Il Briefing (solo nei giorni feriali), Briefing aziendale (giorni feriali) |
| D      | Multiuso                                          | BBC London News, BBC World News, BBC News Channel (emergenze) |
| E      | BBC News                                          | BBC News a Nove, BBC News a One, BBC News a Six, BBC News at Five (fine settimana), BBC News a Ten, Notizie del fine settimana della BBC, Canale BBC News, Dateline Londra, Rapporto sull'economia mondiale, BBC World News, BBC Newsroom Live (giorni feriali), Pomeriggio Live (giorni feriali),        |
| F      | BBC News                                          | |
| G      | BBC Meteo                                         | CSO (verde/blu) studio |
| h      | BBC Meteo                                         | CSO (verde/blu) studio |
| J      | BBC Meteo, BBC World News                         | Sala stampa Plasma posizione mezzanino, BBC News at Five (segmenti), Elezioni di oggi/Elezioni di stasera, Victoria Derbyshire Show (aggiornamenti di notizie), Reality Check |
| K      | BBC World Service                                 | BBC News Russian, BBC Ukrainian, BBC What's New (bollettino giovanile africano), BBC Hausa, BBC Afrique |
| l      | BBC World Service TV                              | BBC Swahili, Dira Ya Dunia (18:00 GMT nei giorni feriali), BBC Pashto (13:30 GMT nei giorni feriali), BBC Cash Eco, BBC World Service speciali (ad es. Programma dei risultati delle elezioni persiane della BBC 2013)                                                                                    |
| m      | BBC World Service TV - Studio CSO (schermo verde) | Bollettini brevi in lingua a vari partner del World Service |
| P      | BBC World Service TV - Studio CSO (schermo verde) | Bollettini brevi in lingua a vari partner del World Service |
| V      | BBC One                                           | L'unico spettacolo, Domenica mattina in diretta, Fregare la Gran Bretagna, Lo spettacolo cinematografico, Suoni degli anni '80 (BBC Radio 2 e BBC Red Button), HealthCheck UK Live, Mattina in diretta |
| 34D    | BBC World Service                                 | BBC Arabic Television |
| 44D    | Multiuso (Studio virtuale con schermo verde)      | |
| 54D    | BBC World Service                                 | BBC Persian Television, Notiziario, The Andrew Marr Show (dal 10 ottobre 2021 ad oggi) |

Le informazioni sui programmi via etere sono soggette a modifiche. Tutti gli orari elencati sono l'ora di Greenwich o l'ora legale britannica a seconda di ciò che viene utilizzato a Londra.

## Opere d'arte

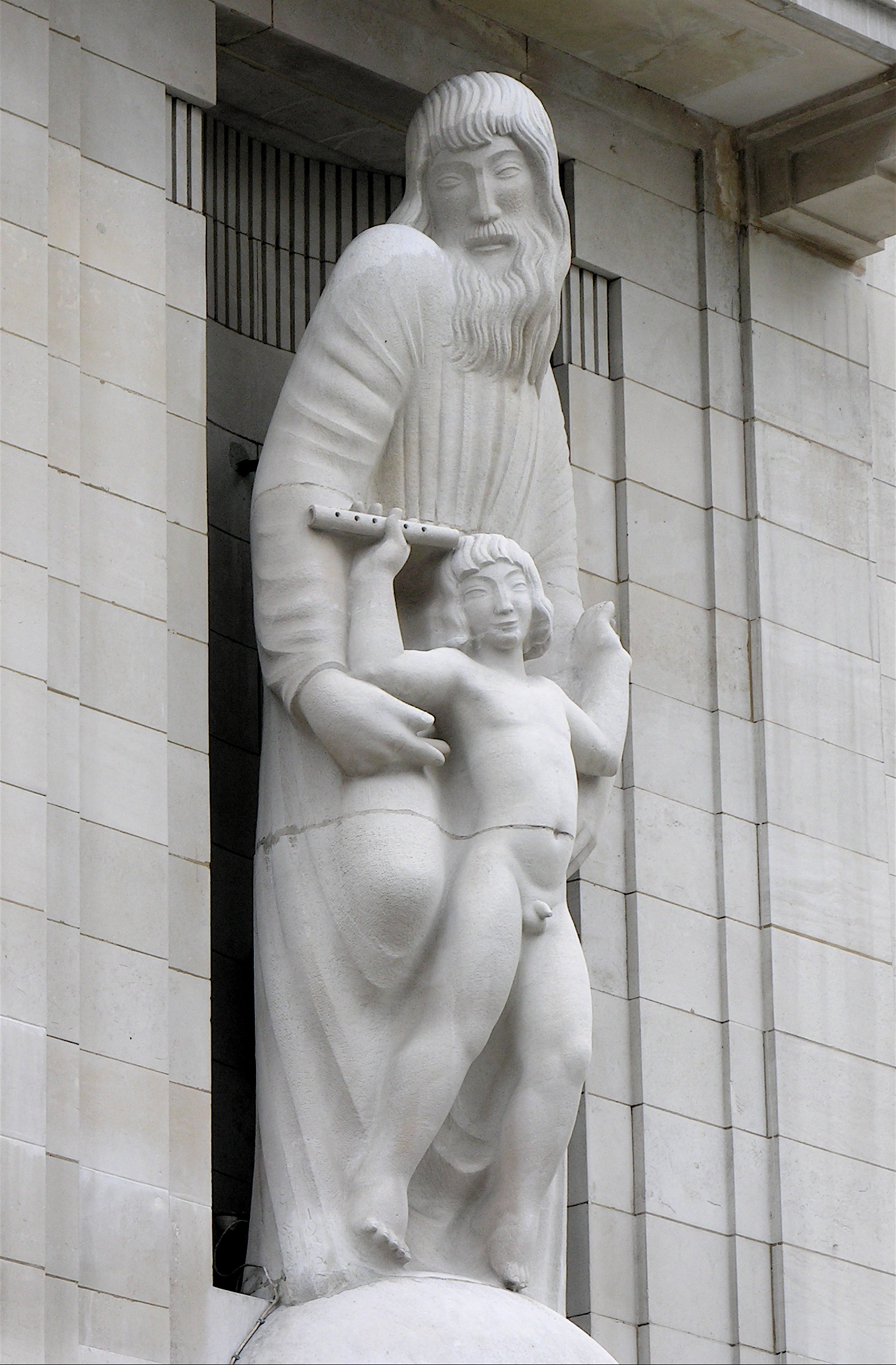
Prospero e Ariel di Eric Gill

Nicchie con opere d'arte, con le statue di Prospero e Ariel di Eric Gill da La tempesta di Shakespeare. La loro scelta era giusta poiché Prospero era un mago e studioso, e Ariel uno spirito dell'aria, in cui viaggiano le onde radio. Secondo quanto riferito, ci fu polemica su alcune caratteristiche delle statue quando furono costruite e si dice che siano state modificate. Si dice che siano stati scolpiti da Gill come Dio e Uomo, piuttosto che Prospero e Ariel, e che c'è una piccola immagine scolpita, di una bella ragazza, sul retro di Prospero. Ulteriori sculture di Ariel sono all'esterno in molti bassorilievi, alcuni di Gill, altri di Gilbert Bayes. L'area della reception contiene una statua de "Il seminatore" di Gill.
Diverse opere d'arte sono state commissionate dalla BBC per la ristrutturazione della Broadcasting House, per un costo complessivo di oltre 4 milioni di sterline. Tra queste c'è World, un'opera d'arte da pavimento dell'architetto e artista canadese Mark Pimlott. Secondo la BBC, l'opera "riflette la dimensione globale della trasmissione della BBC e consiste in oltre 750 bandiere di pietra incise con nomi di luoghi di tutto il mondo, oltre a quelli della storia, della mitologia e della fantasia. L'opera d'arte è arricchita da eleganti linee d'acciaio di longitudine e latitudine, un sottile schema di piccole luci incorporate e alcune installazioni audio legate all'output chiave del World Service."
Sul tetto dell'ala John Peel, rispecchiando l'albero della radio, c'è Breathing, una struttura di vetro a forma di cono che raggiunge il cielo alla stessa altezza dell'albero. È stata scolpita da Jaume Plensa come memoriale per i giornalisti uccisi in servizio. Include le parole di una poesia di James Fenton ed è illuminata giorno e notte. Alle 22 ogni giorno, in linea con la BBC News at Ten, una colonna di luce brilla per 900 metri nel cielo. È stata inaugurata ufficialmente il 16 giugno 2008 dal segretario generale delle Nazioni Unite Ban Ki-moon.

## Broadcasting House in letteratura
Il primo uso di Broadcasting House come ambientazione nella finzione sembrerebbe essere stato nel romanzo poliziesco del 1934 Death at Broadcasting House di Val Gielgud e Holt Marvell (Eric Maschwitz), dove un attore viene trovato strangolato nello Studio 7C. Broadcasting House è una caratteristica centrale del romanzo Human Voices di Penelope Fitzgerald, pubblicato nel 1980, in cui i personaggi principali lavorano per la BBC durante la seconda guerra mondiale. È anche il posto di lavoro di Alexander Wedderburn nel romanzo di Antonia Susan Byatt del 1995, Still Life, e Sam Bell nel romanzo di Ben Elton del 1999, Inconnsible,.